# Юніорська збірна Латвії з хокею із шайбою
Юніорська збірна Латвії з хокею із шайбою  — національна юніорська команда Латвії, що представляє країну на міжнародних змаганнях з хокею із шайбою. Опікується командою Латвійська хокейна федерація, команда постійно бере участь у чемпіонаті світу з хокею із шайбою серед юніорських команд.

## Результати

### Чемпіонат Європи до 18 років
- 1993  — С-серія 5 місце
- 1994  — С-серія 2 місце
- 1995  — С1-серія 2 місце
- 1996  — С-серія 3 місце
- 1997  — С-серія 2 місце
- 1998  — С-серія 2 місце

### Чемпіонати світу з хокею із шайбою серед юніорських команд
- 1999 — 1 місце Дивізіон І Європа
- 2000 — 3 місце Група В
- 2001 — 4 місце Дивізіон І
- 2002 — 4 місце Дивізіон І
- 2003 — 4 місце Дивізіон І Група А
- 2004 — 4 місце Дивізіон І Група А
- 2005 — 4 місце Дивізіон І Група А
- 2006 — 1 місце Дивізіон І Група А
- 2007 — 10 місце
- 2008 — 2 місце Дивізіон І Група В
- 2009 — 1 місце Дивізіон І Група В
- 2010 — 9 місце
- 2011 — 1 місце Дивізіон І Група А
- 2012 — 9 місце
- 2013 — 10 місце
- 2014 — 1 місце Дивізіон І Група А
- 2015 — 9 місце
- 2016 — 9 місце
- 2017 — 10 місце
- 2018 — 1 місце Дивізіон І Група А
- 2019 — 8 місце
- 2021 — 9 місце
- 2022 — 7 місце
- 2023 — 8 місце
- 2024 — 8 місце
- 2025 — 8 місце